# 1732 en musique classique
| \| • Retour à la chronologie générale de la musique classique • \| |
| Grèce • Rome • Haut Moyen Âge • VIIIe siècle • IXe siècle • Xe siècle • XIe siècle XIIe siècle • XIIIe siècle • XIVe siècle • XVe siècle • XVIe siècle • XVIIe siècle XVIIIe siècle • XIXe siècle • XXe siècle • XXIe siècle |
| • Retour à la chronologie générale de la musique classique • |

| Années en musique classique : 1729 - 1730 - 1731 - 1732 - 1733 - 1734 - 1735    |
| Décennies en musique classique : 1700 - 1710 - 1720 - 1730 - 1740 - 1750 - 1760 |

## Événements
- Actéon, cantate de Joseph Bodin de Boismortier.
- Jephté, opéra de Michel Pignolet de Montéclair.
- Le triomphe des sens de tragédie lyrique de Jean-Joseph Mouret.
- Sonates mêlées de pièces pour la flûte traversière, de Michel Blavet.
- La fida ninfa, opéra d'Antonio Vivaldi.
- Cantates de Johann Sebastian Bach : Ich ruf zu dir, Herr Jesu Christ, Mein Gott, nimm die gerechte Seele.

## Naissances

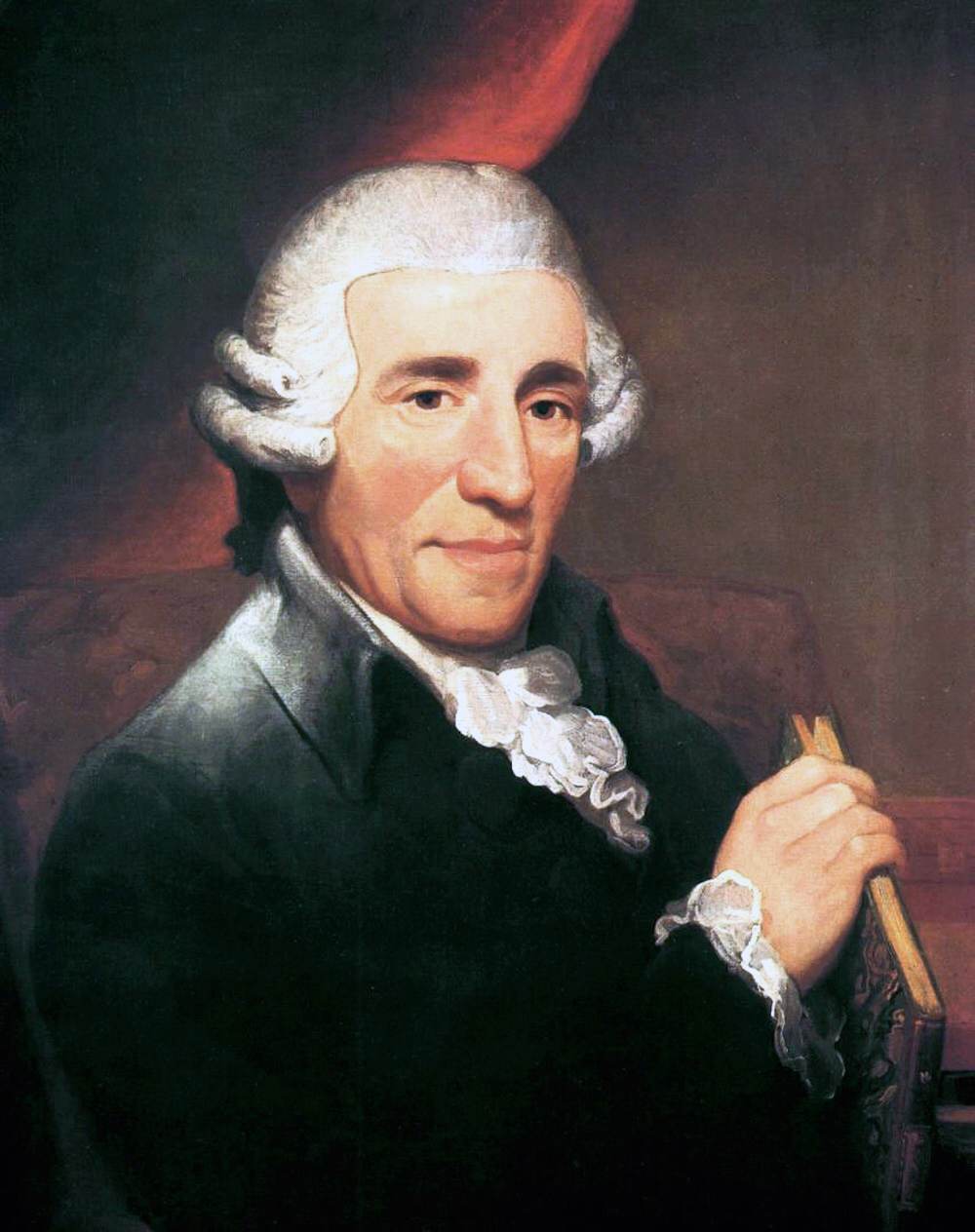
Joseph Haydn

- 2 janvier : Franz Xaver Brixi, compositeur tchèque († 14 octobre 1771).
- 18 janvier : Jean-Guillain Cardon, violoniste et compositeur belge puis français († 18 octobre 1788).
- 18 février : Johann Christian Kittel, organiste, compositeur et professeur allemand († 17 avril 1809).
- 24 mars : Gian Francesco de Majo, compositeur italien († 17 novembre 1770).
- 31 mars : Joseph Haydn, compositeur autrichien († 31 mai 1809).
- 21 juin : Johann Christoph Friedrich Bach, compositeur allemand († 26 janvier 1795).
- 4 septembre : Jean-Baptiste Nôtre, organiste et compositeur français († 20 février 1807).
- 6 octobre : 
  - John Broadwood, facteur de pianos écossais († 17 juillet 1812).
  - Joseph Leutgeb, corniste autrichien, ami de Mozart († 27 février 1811).
- 10 novembre : François Cupis de Renoussard, violoncelliste et compositeur franco-belge († 13 octobre 1808).
- 13 décembre : Jean-Claude Trial, violoniste et compositeur français († 23 juin 1771).

Date indéterminée :
- Chevalier d'Herbain, compositeur français († 1769).
- Jean-Baptiste Lourdet de Santerre, librettiste français († 7 mars 1815).
- François-Henri Clicquot, facteur d'orgues français († 24 mai 1790).

## Décès

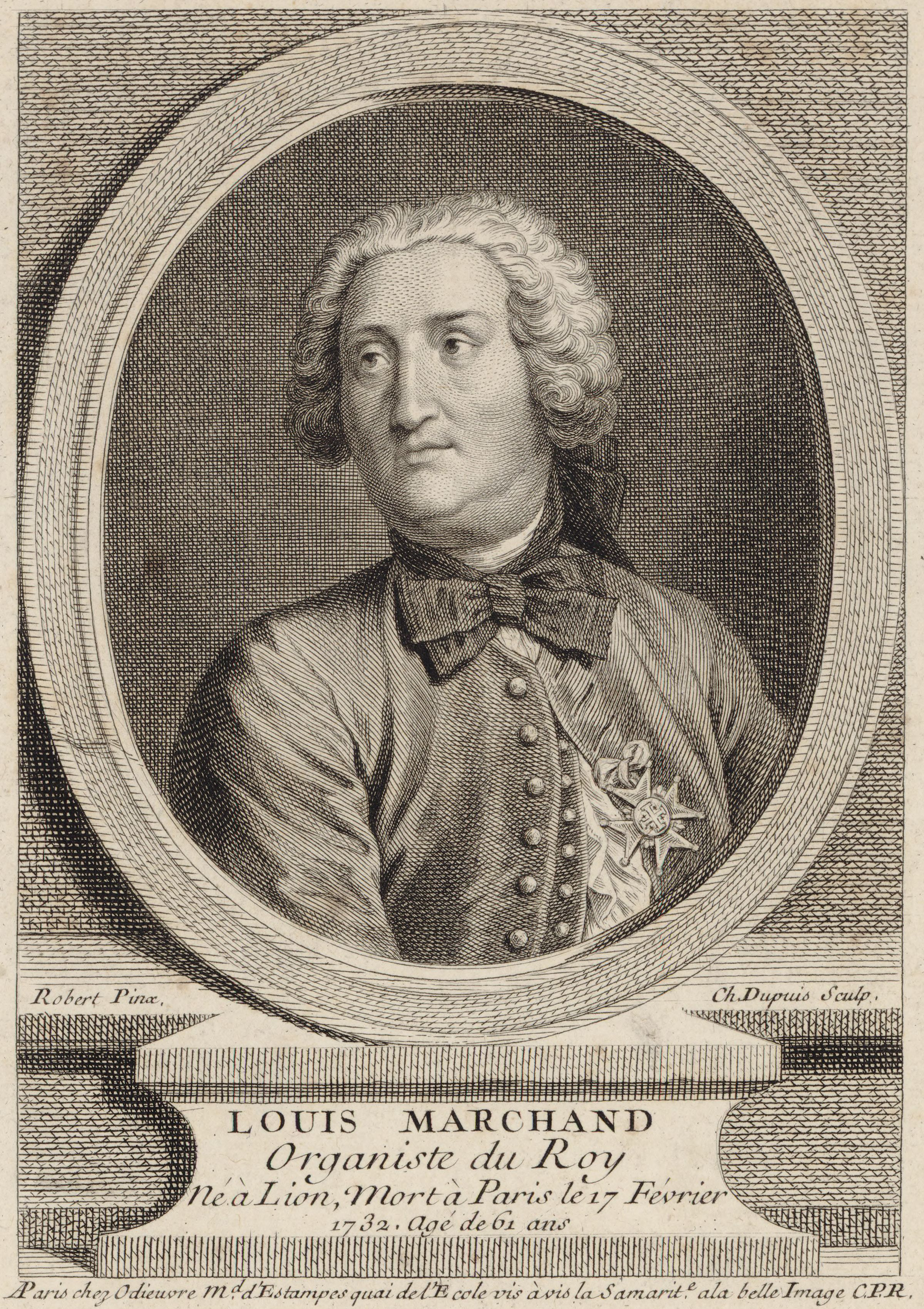
Louis Marchand

- 1er janvier : Nicolò Grimaldi, castrat italien (° 1673).
- 17 février : Louis Marchand, organiste et claveciniste français (° 2 février 1669).
- 5 mars : Joseph-François Salomon, compositeur français (° avril 1649).
- 5 avril : Johann Christian Schieferdecker, compositeur et organiste allemand (° 10 novembre 1679).
- mai : Bartolomeo Bernardi, compositeur et violoniste italien (° 1670).
- juillet : Francesco Bartolomeo Conti, compositeur italien (° 20 janvier 1681).
- 7 septembre : Gottfried Ernst Pestel, compositeur et organiste allemand (° 7 février 1654).
- 14 décembre : Johann Philipp Förtsch, compositeur allemand (° 14 mai 1652).

Date indéterminée
- Pier Francesco Tosi, castrat et compositeur italien (° 1654).

Après 1732
- Michele Falco, compositeur italien (° probablement 1688).